# Gonzalo de los Santos
Gonzalo de los Santos da Rosa (Salto, 19. srpnja 1976.) je urugvajski nogometni trener i umirovljeni nogometaš, koji igra na poziciji obrambenog veznog igrača. Od 2013. do 2014. je trenirao Miramar Misiones.

## Vanjske poveznice
- Nacionalna reprezentacija (šp.)
- Statistika na Liga de Fútbol Profesional (šp.)